# Boana platanera
Boana platanera Escalona Sulbarán et al., 2021 è una specie arboricola di rana della famiglia Hylidae. Si trova in Venezuela, Colombia, Panama e Trinidad e Tobago. Boana platanera è stata descritta per la prima volta nel 2021, anche se suoi esemplari erano stati in precedenza osservati e classificati come Boana crepitans o Boana xerophylla.

## Nome
In Colombia e Venezuela, Boana platanera è nota, insieme a Boana pugnax, col nome spagnolo di rana platanera. Il nome scientifico è preso in prestito da questo nome comune, che è traducibile come "dal platano", in riferimento ai banani su cui la rana viene osservata di giorno. Il nome inglese suggerito dai suoi descrittori è infatti banana tree dwelling frog, cioè "rana che vive sul banano".

## Tassonomia
Boana platanera è la specie sorella di Boana xerophylla, da cui è stata separata nel 2021. Entrambe sono presenti in Venezuela, ma B. platanera vive a nord del fiume Orinoco, mentre B. xerophylla a sud dello stesso fiume. Si tratta di una classificazione recente, dal momento che Boana xerophylla è stata ripristinata nel 2017 e B. platanera è stata descritta 4 anni più tardi. Per decenni entrambe erano classificate all'interno di Boana crepitans, una specie ora riconosciuta come endemica del Brasile.

## Descrizione
Durante il giorno, quando di solito Boana platanera è inattiva, la rana ha un color crema pallido. Durante la notte, la colorazione è più variabile, andando dal giallo al marrone chiaro. I colori notturni presenta inoltre dei segni marroni più o meno definiti, di forma irregolare o a forma di X. Boana platanera presenta dimorfismo sessuale: le femmine sono più grandi dei maschi; la lunghezza muso-cloaca è in media 63,1 mm nelle prime e 54,4 mm nei secondi. Il richiamo di Boana platanera è complesso, composto di circa cinque note e dura tra i 200 e i 451 millisecondi.

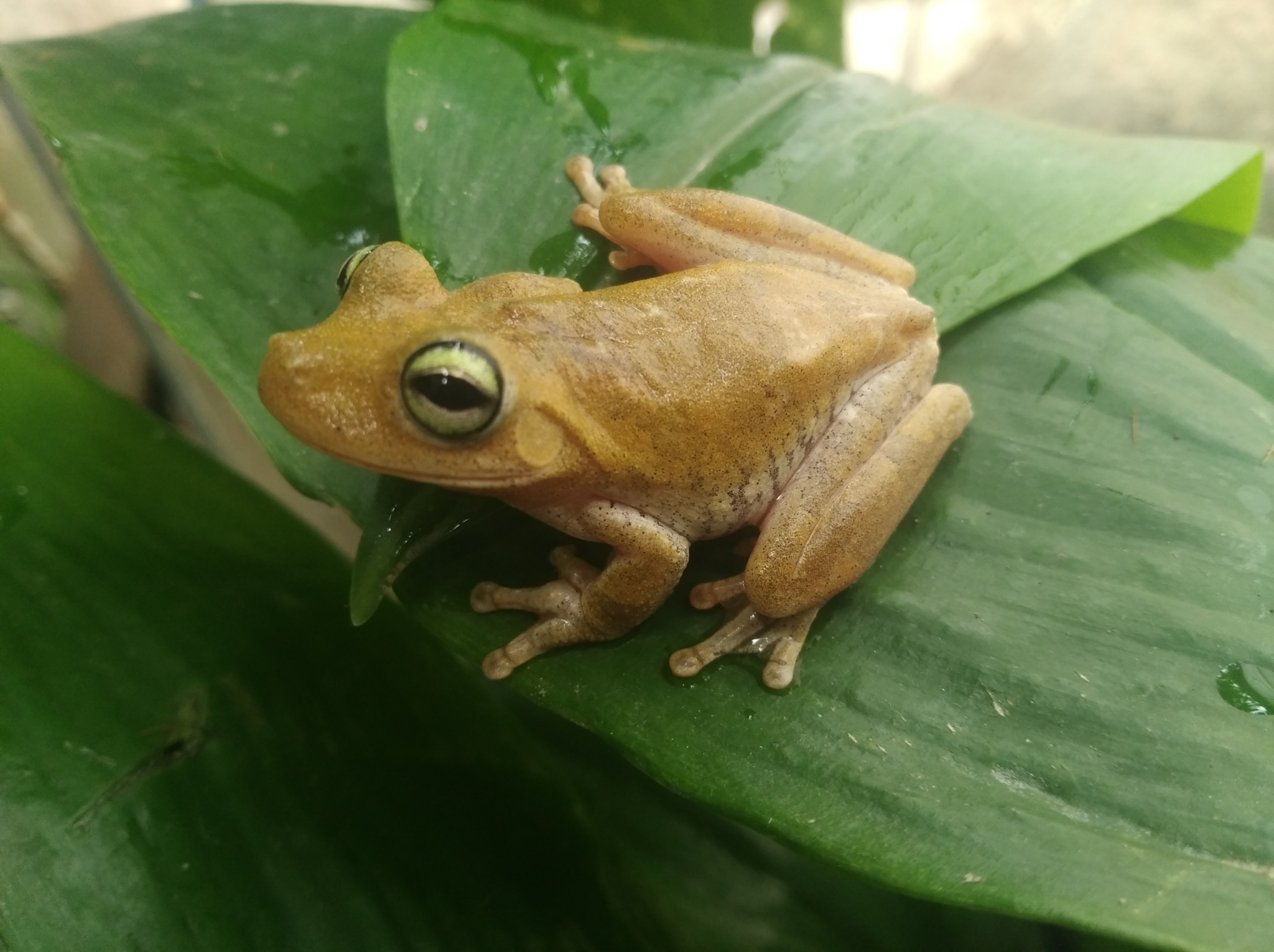
Colorazione diurna
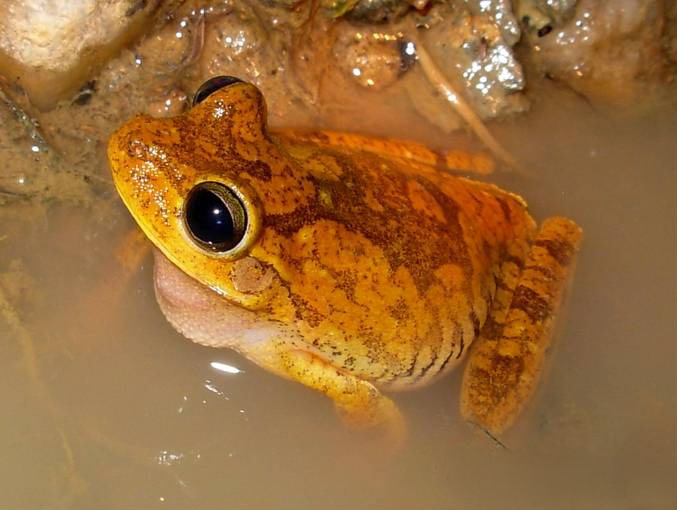
Colorazione notturna

## Distribuzione e habitat
L'areale di distribuzione di Boana platanera comprende parti di Venezuela, Colombia, Panama e Trinidad e Tobago. È ampiamente presente in Venezuela a nord del fiume Orinoco (limite geografico che la distingue da B. xerophylla). Una specie simpatrica con cui può essere confusa è Boana pugnax.
Oltre alla diffusa distribuzione geografica, B. platanera si ritrova anche in un ampio range d'altezza: è stata osservata dal livello del mare fino a 2450 metri di altitudine. Boana platanera è infine capace di vivere in molti diversi habitat, compresi contesti antropici.